# Сазонов, Олег Павлович
Олег Павлович Сазонов (5 мая 1938 — 11 октября 2014, Львов) — советский и украинский тренер, Заслуженный тренер Украины по вольной борьбе, преподаватель вольной борьбы в Львовском государственном училище физической культуры. Судья международной категории.

## Биография
Тренировался у Евгения Ивановича Щиглова. Был чемпионом управления ЦС «Динамо», чемпионом ЦС «Спартак». Спортивное звание — мастер спорта СССР.
Учился во Львовском государственном университете физической культуры (1955—1959).
Работал во Львовском государственном училище физической культуры с 1977 года. За годы многолетней работы подготовил ряд титулованных борцов. Среди его воспитанников — призёры чемпионатов мира и Европы среди мужчин: Михаил Кушнир, Роман Мотрович, Александр Колесник, Игорь Первачук. Но наибольших успехов Олег Павлович достиг, когда перешёл работать с девушками. Более 10 лет был тренером женской сборной команды Украины по борьбе. Под его руководством сборная команда Украины четыре раза становилась лучшей в Европе. За этот период было завоёвано 49 медалей европейских и 11 медалей мировых чемпионатов. Среди его воспитанниц Наталья Синишин, Марьяна Квятковская, Юлия Благиня, Татьяна Лавренчук.
Он подготовил более 150 мастеров спорта, 7 мастеров спорта международного класса и Заслуженного мастера спорта (Наталья Синишин). Среди его воспитанников также 5 заслуженных тренеров Украины.
Неоднократно был признан лучшим тренером Украины по женской борьбе (2009, 2010, 2011).
Представлял Львовскую областную организацию Физкультурно-спортивного общества «Динамо» Украины с 1963 года.